# Met Gala
Met Gala (ang. The Met Gala), także: Met Ball, Gala Instytutu Kostiumów, Wydarzenie Instytutu Kostiumów – coroczna gala związana ze zbiórką pieniędzy na rzecz Instytutu Kostiumów należącego do Metropolitan Museum of Art w Nowym Jorku. Jest powszechnie uważana za najbardziej prestiżowe wydarzenie modowe na świecie, a zaproszenie na nią jest wysoce pożądane. Na galę organizowaną przez amerykańskie czasopismo modowe Vogue zapraszani są celebryci z najróżniejszych sfer zawodowych takich jak modowa, filmowa, telewizyjna, teatralna, muzyczna, biznesowa, sportowa, związana z mediami społecznościowymi i polityką.
Gala odbywa się corocznie w pierwszy poniedziałek maja. Wydarzenie to otwiera coroczną wystawę mody Instytutu Kostiumów mieszczącego się na Upper East Side na Manhattanie w Nowym Jorku. Wielu uczestników gali jest przedstawionych na okładkach i stronach magazynu Vogue. Każdego roku wydarzenie poświęcone jest konkretnemu tematowi tegorocznej wystawy Instytutu Kostiumów, która nadaje ton formalnemu strojowi wieczoru. Oczekuje się, że goście dostosują swoje kreacje do tematu wystawy, który na ogół jest haute couture. Od 1995 Met Gali przewodniczy lub współprzewodniczy amerykańska dziennikarka Anna Wintour, która jest redaktorem naczelnym magazynu Vogue.

## Historia
Gala Met po raz pierwszy odbyła się w 1948 roku, zorganizowała ją publicystka modowa Eleanor Lambert w celu zebrania pieniędzy dla nowo utworzonego Instytutu Kostiumów. Gala rozpoczynała otwarcie corocznej wystawy tworzonej przez Instytut Kostiumów. Pierwsza gala była zwykłą kolacją, a bilet wstępu kosztował pięćdziesiąt dolarów. Przez pierwsze kilkadziesiąt lat istnienia gala była jednym z wielu corocznych benefisów odbywających się dla Nowojorskich Instytucji Charytatywnych. W związku z tym uczestnicy pierwszych gal byli w większości członkami nowojorskich wyższych sfer lub miejskiego przemysłu modowego. Od 1948 do 1971 roku impreza odbywała się w takich miejscach jak Waldorf=Astoria, Central Park i Rainbow Room.
Kiedy w 1972 roku Diana Vreeland została konsultantem Instytutu Kostiumów, gala zaczęła ewoluować w bardziej globalne i efektowne wydarzenie. Na galę zaczęli przychodzić celebryci tacy jak Elizabeth Taylor, Andy Warhol, Bianca Jagger, Diana Ross, Elton John, Liza Minnelli, Madonna i Cher, którzy mieszali się z elitą Nowego Jorku. To właśnie w tych latach Galę zaczęto organizować w Metropolitan Museum of Art w Nowym Jorku, wtedy również po raz pierwszy ustalono temat gali, który decydował o tym, w jaki sposób mają ubrać się goście.
Gala jest powszechnie uważana za jedno z najważniejszych i najbardziej ekskluzywnych wydarzeń towarzyskich na świecie i jedno z największych spotkań związanych ze zbiórką pieniędzy w Nowym Jorku. W 2013 roku podczas gali zebrano 9 milionów dolarów, a rok później rekordowe 12 milionów dolarów. Gala Met jest jednym z najbardziej znaczących źródeł finansowania Instytutu Kostiumów, po wydarzeniu w 2019 roku po raz pierwszy całkowity wkład przekroczył 200 milionów dolarów. W 1995 roku przewodnictwo nad Instytutem przejęła przewodnicząca wydarzenia Anna Wintour. Nowa organizatorka ustanowiła, że Met Gala ma miejsce w pierwszy poniedziałek maja. Tworzona przez Wintour lista gości powiększyła się o gwiazdy światowego formatu pochodzące ze świata mody, rozrywki, biznesu, sportu i polityki, które ostatecznie zagościły na łamach magazynu Vogue.
W 2020 roku Met Gala została odwołana z powodu pandemii COVID-19. Gala odbyła się w roku 2021, jednak została przeniesiona na wrzesień. W 2022 roku Met Gala powróciła do tradycyjnej majowej daty.

## Opis

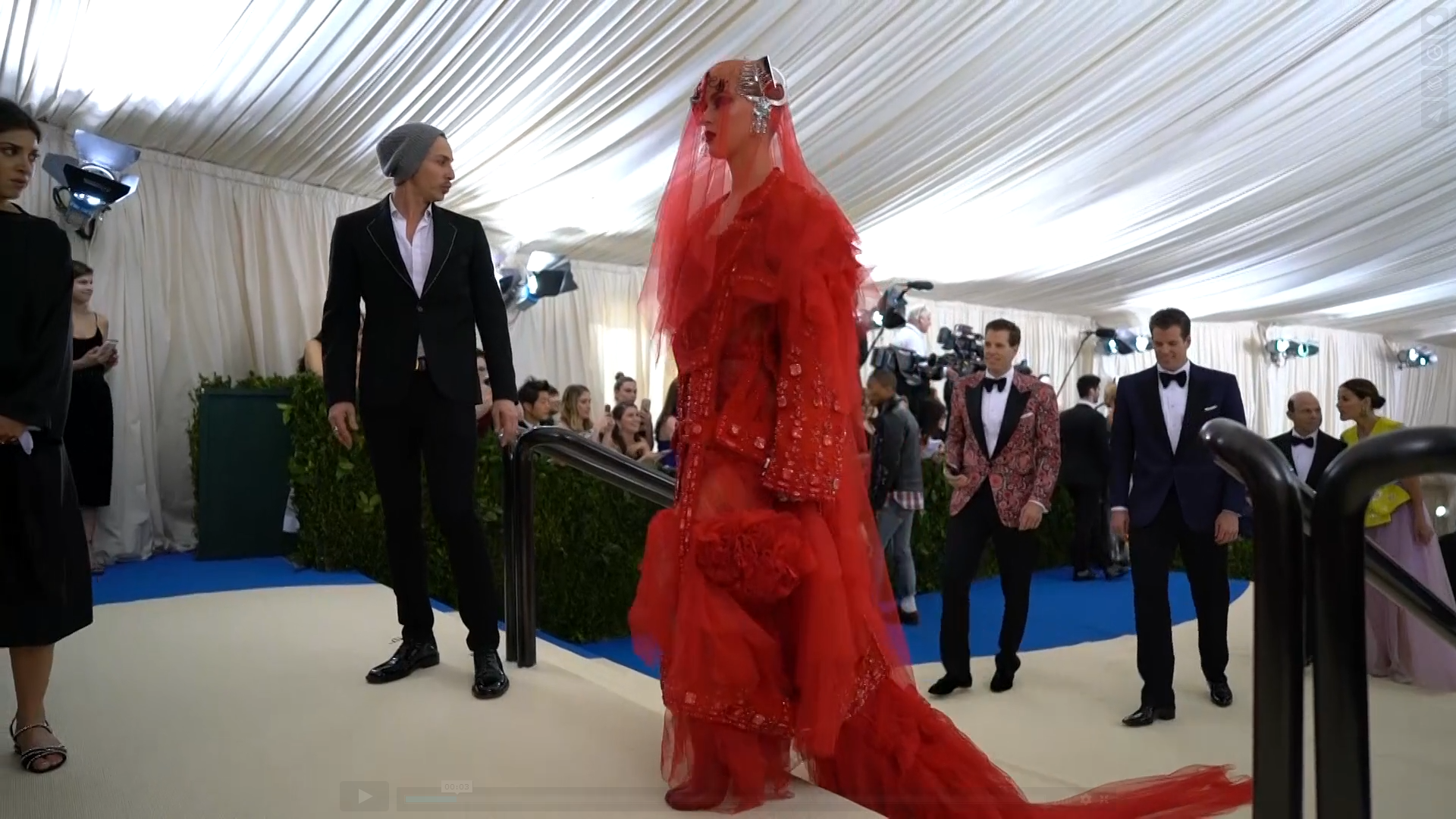
Met Gala, 2017

Met Gala to impreza fundraisingowa, która służy jako uroczystość otwarcia dorocznej wystawy mody Instytutu Kostiumów. Po wydarzeniu wystawa trwa kilka miesięcy. Na przykład wystawa w 2014 roku została zaplanowana na okres od 8 maja do 10 sierpnia 2014 roku. Wydarzenie, w którym udział biorą osobistości ze świata sztuki, mody, wyższych sfer, filmu i muzyki, odbywa się w Metropolitan Museum of Art od 1948 roku i jest uważana za najważniejsze doroczne wydarzenie na czerwonym dywanie w branży modowej. Prezentowane na niej ubrania są dokładnie fotografowane, recenzowane, krytykowane i naśladowane. Muzeum jest zamknięte dla publiczności w pierwszy poniedziałek maja z powodu odbywającej się gali.
Anna Wintour, redaktorka naczelna magazynu Vogue i przewodnicząca gali od 1995 roku (z wyjątkiem 1996 i 1998), nadzoruje zarówno komitet charytatywny, jak i listę gości, a pracownicy Vogue pomagają w tworzeniu listy zaproszonych. W 2014 roku indywidualne bilety dla osób spoza oficjalnej listy gości kosztowały 30 000 dolarów, w późniejszych latach cena ta została podniesiona o 10 000 dolarów, aby zwiększyć ekskluzywność imprezy. Roczna lista gości jest ograniczona do około 650 lub 700 osób.
Na podstawie Gali Met z 2015 roku został stworzony film dokumentalny pod tytułem „Pierwszy poniedziałek maja” (ang. The First Monady in May) w reżyserii Andrew Rossiego, wyprodukowanego przez Condé Nast Entertainment, Vogue i Relativity Studios. 225 fotografów, reporterów i uczestników mediów społecznościowych udokumentowało wydarzenie na potrzeby filmu dokumentalnego. Wszystkim innym uczestnikom zabroniono korzystania z mediów społecznościowych podczas wydarzenia. Goście otrzymali powiadomienia o ograniczeniu robienia selfie i korzystania z mediów społecznościowych podczas gali. Zarządzenie o zakazie robienia selfie zostało przeniesione na kolejne edycje Met Gali. Od 2018 roku Anna Wintour wprowadziła zasadę, że goście uczęszczający na galę muszą być pełnoletni.

### Temat
Wystawie stworzonej przez Instytut Kostiumów co roku przypisywany jest określony temat, który wskazuje gościom gali, jak powinni się ubrać, jednak nie jest to wymagane. Wydarzenie złożone jest z tzw. godziny koktajlowej oraz uroczystej kolacji. Podczas godziny koktajlowej goście przybywają do muzeum, przechodzą po czerwonym dywanie, zwiedzają tegoroczną wystawę tematyczną oraz zostają usadzeni przed rozpoczęciem kolacji, podczas której występują artyści. 
Temat często tworzy problem wśród projektantów, którzy muszą zaprojektować kreacje jemu odpowiadające. Przykładowo w 2013 roku tematem był Punk: Chaos to Couture, był on postrzegany jako niejasny i trudny do naśladowania, ponieważ nie dostarcza jednej dyrektywy stylistycznej. W 2014 roku tematem były kreacje Charlesa Jamesa, który tworzył ubrania dla kobiet, co sprawiało problem, jeżeli chodzi o stylizacje męskie. Według Vogue, Andrew Bolton był pod wrażeniem reakcji amerykańskich projektantów na temat gali z 2021 roku, którym była moda amerykańska. 
Przykładowymi tematami, które miały miejsce w ostatnich latach są In America: An Anthology of Fashion (2022), In America: A Lexicon of Fashion (2021), and About Time: Fashion and Duration (2020).

## Lista Met Gali
Lista Met Gali które odbyły się po 1973 roku.
| Data Gali                             | Temat                                                             | Współprowadzący                                                                                              | Honorowi goście                                   | Sponsorzy                                                              | Występujący artyści      |
| ------------------------------------- | ----------------------------------------------------------------- | --- | ------------------------------------------------- | ---------------------------------------------------------------------- | ------------------------ |
| 21 marca 1973                         | Świat Balenciagi                                                  | Brak | Brak                                              | Rząd Hiszpanii                                                         | Nie dotyczy              |
| 12 grudnia 1973                       | The 10s, the 20s, the 30s: Inventive Clothes: 1909–1939           | Phyllis Ellsworth Dillon                                                                                     | Brak                                              |                                                                        | Nie dotyczy              |
| 20 listopada 1974                     | Romantic and Glamorous Hollywood Design                           | Jane Engelhard                                                                                               | Brak                                              | SCM Corporation                                                        | Nie dotyczy              |
| 10 grudnia 1975                       | American Women of Style                                           | Jane Engelhard                                                                                               | Brak                                              | SCM Corporation                                                        | N/A                      |
| 6 grudnia 1976                        | The Glory of Russian Costume                                      | Jacqueline Kennedy Onassis                                                                                   | Brak                                              | SCM Corporation                                                        | Nie dotyczy              |
| 12 grudnia 1977                       | Vanity Fair: A Treasure Trove                                     | Jacqueline Kennedy Onassis                                                                                   | Brak                                              | Halston                                                                | Nie dotyczy              |
| 20 listopada 1978                     | Diaghilev: Costumes and Designs of the Ballets Russes             | Pat Buckley                                                                                                  | Brak                                              |                                                                        | Nie dotyczy              |
| 3 grudnia 1979                        | Moda czasów Habsburgów                                            | Pat Buckley                                                                                                  | Brak                                              |                                                                        | Nie dotyczy              |
| 9 grudnia 1980                        | Stroje chińskie z czasów dynastii Chi’ng                          | Pat Buckley                                                                                                  | Brak                                              |                                                                        | Nie dotyczy              |
| 7 grudnia 1981                        | The Eighteenth-Century Woman                                      | Pat Buckley                                                                                                  | Brak                                              | Merle Norman Cosmetics                                                 | Nie dotyczy              |
| 6 grudnia 1982                        | La Belle Époque                                                   | Pat Buckley                                                                                                  | Brak                                              | Pierre Cardin                                                          | Nie dotyczy              |
| 5 grudnia 1983                        | Yves Saint Laurent: 25 Years of Design                            | Pat Buckley                                                                                                  | Brak                                              | Gustave Zumsteg                                                        | Nie dotyczy              |
| 3 grudnia 1984                        | Man and the Horse                                                 | Pat Buckley                                                                                                  | Brak                                              | Ralph Lauren                                                           | Nie dotyczy              |
| 9 grudnia 1985                        | Costumes of Royal India                                           | Pat Buckley                                                                                                  | Brak                                              | Ratti, Christian Humann Foundation                                     | Nie dotyczy              |
| 8 grudnia 1986                        | Dance                                                             | Pat Buckley                                                                                                  | Brak                                              | Shiseido                                                               | Nie dotyczy              |
| 7 grudnia 1987                        | A Tribute to Diana Vreeland                                       | Pat Buckley                                                                                                  | Brak                                              | Reliance Group Holdings                                                | Nie dotyczy              |
| 5 grudnia 1988                        | From Queen to Empress: Victorian Dress 1837–1877                  | Pat Buckley                                                                                                  | Brak                                              | The Leslie Fay Companies                                               | Nie dotyczy              |
| 4 grudnia 1989                        | The Age of Napoleon: Costume from Revolution to Empire, 1789–1815 | Pat Buckley                                                                                                  | Brak                                              | Wolfgang K. Flottl                                                     | Nie dotyczy              |
| 3 grudnia 1990                        | Théâtre de la Mode – Fashion Dolls: The Survival of Haute Couture | Pat Buckley                                                                                                  | Brak                                              | Wolfgang K. Flottl                                                     | Nie dotyczy              |
| 9 grudnia 1991                        | Brak tematu ponieważ nie odbyła się coroczna wystawa              | Pat Buckley                                                                                                  | Brak                                              |                                                                        | Nie dotyczy              |
| 7 grudnia 1992                        | Fashion and History: A Dialogue                                   | Pat Buckley                                                                                                  | Brak                                              |                                                                        | Nie dotyczy              |
| 6 grudnia 1993                        | Diana Vreeland: Immoderate Style                                  | Pat Buckley                                                                                                  | Brak                                              |                                                                        | Nie dotyczy              |
| 5 grudnia 1994                        | Orientalism: Visions of the East in Western dress                 | Pat Buckley, Óscar de la Renta, Bill Blass                                                                   | Brak                                              |                                                                        | Nie dotyczy              |
| 4 grudnia 1995                        | Haute Couture                                                     | Anna Wintour, Annette de la Renta, Clarissa Bronfman                                                         | Karl Lagerfeld, Gianni Versace                    | Karl Lagerfeld for Chanel, Gianni Versace                              | Nie dotyczy              |
| 9 grudnia 1996                        | Christian Dior                                                    | Elizabeth Tilberis, Marie-Chantal, Crown Princess of Greece, Helene David-Weill                              | Brak                                              | Dior, LVMH                                                             | Nie dotyczy              |
| 8 grudnia 1997                        | Gianni Versace                                                    | Anna Wintour, Julia Koch, Patrick McCarthy                                                                   | Brak                                              | David H. Koch Foundation, VH1, Fairchild Publications                  | Sting                    |
| 7 grudnia 1998                        | Kubizm i moda                                                     | Anna Wintour, Miuccia Prada, Paula Cussi, Pia Getty                                                          | Brak                                              | Prada                                                                  | Nie dotyczy              |
| 6 grudnia 1999                        | Rock Style                                                        | Anna Wintour, Tommy Hilfiger, Aerin Lauder                                                                   | Brak                                              | Tommy Hilfiger                                                         | Nie dotyczy              |
| 23 kwietnia 2001                      | Jacqueline Kennedy: The White House Years                         | Anna Wintour, Christina i Lindsay Owen-Jones, Annette i Óscar de la Renta, Carolina Herrera                  | Caroline Kennedy and Edwin A. Schlossberg         | L’Oréal                                                                | Nie dotyczy              |
| 28 kwietnia 2003                      | Goddess: The Classical Mode                                       | Anna Wintour, Tom Ford, Nicole Kidman                                                                        | Brak                                              | Gucci                                                                  | Nie dotyczy              |
| 26 kwietnia 2004                      | Dangerous Liaisons: Fashion and Furniture in the 18th Century     | Brak | Jacob Rothschild, Jayne Wrightsman                |                                                                        | Nie dotyczy              |
| 2 maja 2005                           | The House of Chanel                                               | Anna Wintour, Karl Lagerfeld, Nicole Kidman                                                                  | Caroline, Princess of Hanover                     | Chanel                                                                 | Nie dotyczy              |
| 1 maja 2006                           | AngloMania: Tradition and Transgression in British Fashion        | Anna Wintour, Christopher Bailey, Sienna Miller                                                              | Rose Marie Bravo, The Duke of Devonshire          | Burberry                                                               | Nie dotyczy              |
| 7 maja 2007                           | Poiret: King of Fashion                                           | Anna Wintour, Cate Blanchett, Nicolas Ghesquière                                                             | François-Henri Pinault                            | Balenciaga                                                             | Nie dotyczy              |
| 5 maja 2008                           | Superbohaterowie: moda i fantazja                                 | Anna Wintour, George Clooney, Julia Roberts                                                                  | Giorgio Armani                                    | Giorgio Armani                                                         | Nie dotyczy              |
| 4 maja 2009                           | The Model As Muse: Embodying Fashion                              | Anna Wintour, Kate Moss, Justin Timberlake                                                                   | Marc Jacobs                                       | Marc Jacobs                                                            | Nie dotyczy              |
| 3 maja 2010                           | American Woman: Fashioning a National Identity                    | Anna Wintour, Oprah Winfrey, Patrick Robinson                                                                | Brak                                              | Gap                                                                    | Lady Gaga                |
| 2 maja 2011                           | Alexander McQueen: dzikie piękno                                  | Anna Wintour, Colin Firth, Stella McCartney                                                                  | François-Henri Pinault and Salma Hayek            | Alexander McQueen                                                      | Florence and the Machine |
| 7 maja 2012                           | Schiaparelli and Prada: Impossible Conversations                  | Anna Wintour, Carey Mulligan, Miuccia Prada                                                                  | Jeff Bezos                                        | Amazon.com                                                             | Bruno Mars               |
| 6 maja 2013                           | Punk: od chaosu do couture                                        | Anna Wintour, Rooney Mara, Lauren Santo Domingo, Riccardo Tisci                                              | Beyoncé                                           | Moda Operandi                                                          | Kanye West               |
| 5 maja 2014                           | Charles James: Beyond Fashion                                     | Aerin Lauder, Anna Wintour, Bradley Cooper, Óscar de la Renta, Sarah Jessica Parker, Lizzie i Jonathan Tisch | Brak                                              | AERIN                                                                  | Frank Ocean              |
| 4 maja 2015                           | Chiny: po drugiej stronie lustra                                  | Anna Wintour, Jennifer Lawrence, Gong Li, Marissa Mayer, Wendi Murdoch                                       | Silas Chou                                        | Yahoo!                                                                 | Rihanna                  |
| 2 maja 2016                           | Manus x Machina: moda w erze technologii                          | Anna Wintour, Taylor Swift, Idris Elba, Jonathan Ive                                                         | Nicolas Ghesquière, Karl Lagerfeld, Miuccia Prada | Apple                                                                  | The Weeknd               |
| 1 maja 2017                           | Rei Kawakubo/Comme des Garçons: Art of the In-Between             | Anna Wintour, Gisele Bündchen, Tom Brady, Katy Perry, Pharrell Williams                                      | Rei Kawakubo                                      | Apple, Condé Nast Publications, Farfetch, H&M, Valentino Fashion Group | Katy Perry               |
| 7 maja 2018                           | Niebiańskie ciała: moda i katolicka wyobraźnia                    | Anna Wintour, Amal Clooney, Rihanna, Donatella Versace                                                       | Christine and Stephen A. Schwarzman               | Stephen A. Schwarzman, Versace                                         | Madonna                  |
| 6 maja 2019                           | Kamp: notatki o modzie                                            | Anna Wintour, Lady Gaga, Harry Styles, Serena Williams, Alessandro Michele                                   | Brak                                              | Gucci                                                                  | Cher                     |
| Zaplanowano na 4 maja 2020 (odwołano) | About Time: Fashion and Duration                                  | Anna Wintour, Meryl Streep, Emma Stone, Lin-Manuel Miranda, Nicolas Ghesquiere                               | Brak                                              | Louis Vuitton                                                          | Nie dotyczy              |
| 13 września 2021                      | In America: A Lexicon of Fashion                                  | Timothée Chalamet, Billie Eilish, Amanda Gorman, Naomi Osaka                                                 | Tom Ford, Adam Mosseri, Anna Wintour              | Instagram                                                              | Justin Bieber            |
| 2 maja 2022                           | In America: An Anthology of Fashion                               | Regina King, Blake Lively, Ryan Reynolds, Lin-Manuel Miranda                                                 | Tom Ford, Adam Mosseri, Anna Wintour              | Instagram                                                              | Lenny Kravitz            |
| 1 maja 2023                           | Karl Lagerfeld: A Line of Beauty                                  | Anna Wintour, Michaela Coel, Penélope Cruz, Roger Federer, Dua Lipa                                          |                                                   | Chanel, Fendi, Karl Lagerfeld, Condé Nast                              |                          |